# Kuala Lumpur Challenger 1989
Il Kuala Lumpur Challenger 1989 è stato un torneo di tennis facente parte della categoria ATP Challenger Series nell'ambito dell'ATP Challenger Series 1989. Il torneo si è giocato a Kuala Lumpur in Malaysia dal 31 luglio al 6 agosto 1989 su campi in cemento.

## Vincitori

### Singolare
Neil Borwick ha battuto in finale  Russell Barlow con il punteggio di 6–3, 6–4

### Doppio
Zeeshan Ali /  Steve Guy hanno battuto in finale  Morten Christensen /  Peter Flintsø con il punteggio di 6–4, 6–4